# لتیسیا ایدو
لِتیسیا ایدو (به انگلیسی: Laëtitia Eïdo) (زاده ۲۵ اکتبر ۱۹۸۵) بازیگر فرانسوی است.
از کارهای معروف او می‌توان به بازی در مجموعه‌های تلویزیونی اولیه، ارتباط و فیلم‌های رئیس ایستگاه و فرشته‌های کثیف اشاره کرد.